# Pierre Biardeau
Pour les articles homonymes, voir Biardeau.
Pierre Biardeau, né en 1608 au Mans et mort en 1671 à Angers, est un sculpteur français. Il apparaît selon Jacques Salbert comme le premier retablier baroque de l'Ouest de la France, face à des concurrents dominés par le maniérisme venu d'Italie.

## Biographie

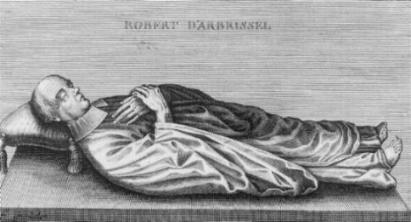
Gravure du XVIII d'après le Gisant de Robert d'Arbrissel à l'abbaye Notre-Dame de Fontevraud (œuvre disparue).

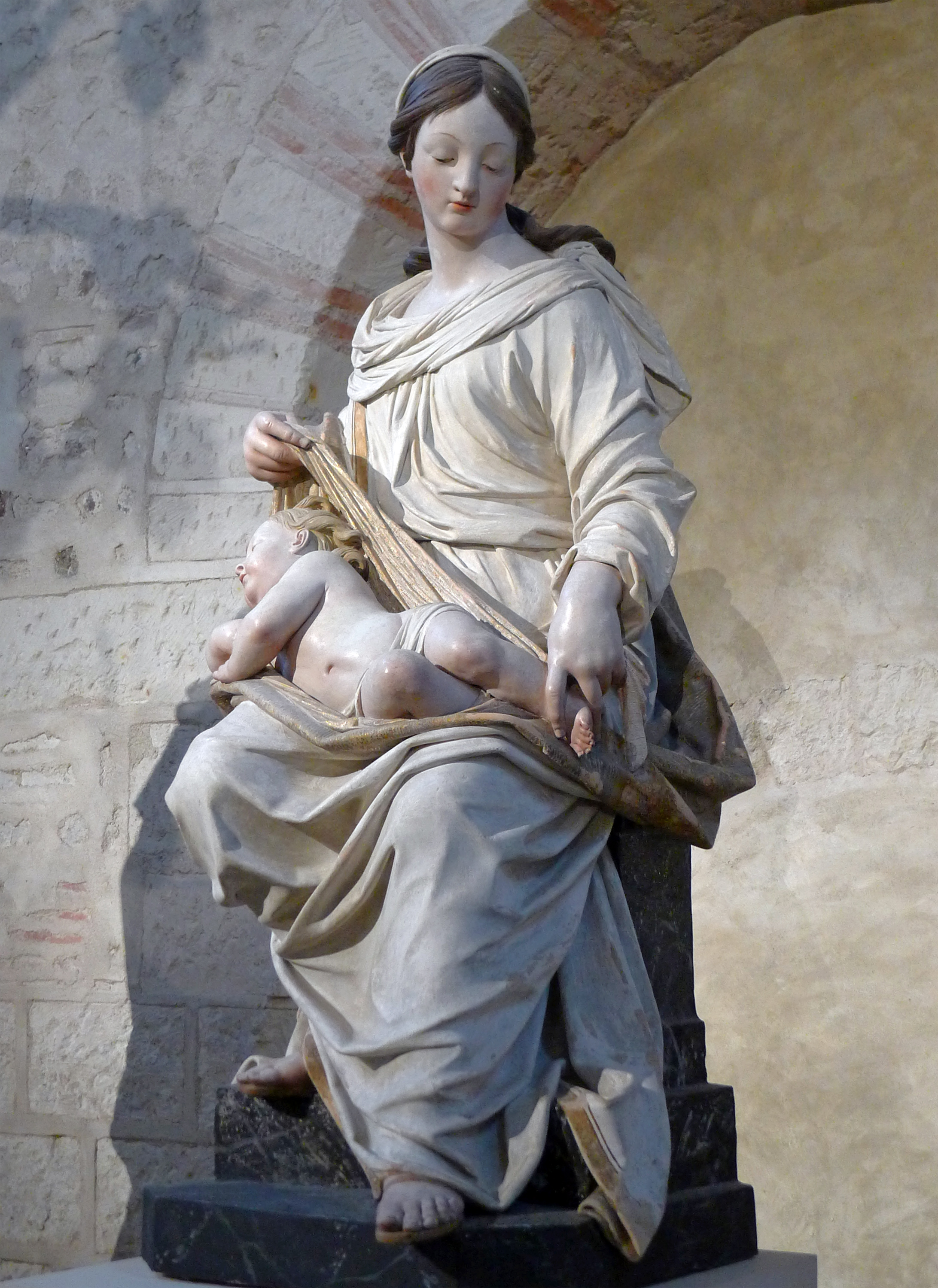
Vierge à l'enfant dite de Nozé, 1660 (collégiale Saint-Martin, Angers).

Pierre Biardeau est le fils du sculpteur René I Biardeau. Il quitte Le Mans pour Laval. Il est lié à l'école lavalloise de retables. On lui attribue plusieurs statues de l'église Saint-Vénérand de Laval réalisées au début des années 1630.
Il installe ensuite son atelier à Angers au milieu des années 1630. Influent dans cette ville, Biardeau travaille en 1636-1637 pour le couvent des Augustins d'Angers. Il travaille à Piré avec Pierre Corbineau en 1637, façonnant vraisemblablement les statues du retable. Le registre paroissial le qualifie de « sculpteur à Laval ». Il est probable que lors de son séjour parisien, quand il travaille par les Augustins avant 1638, qu'il découvre par un cheminement que rien n'éclaire, l'exemple des architectes baroques italiens. Il a aussi créé ou du moins, utilisé des éléments de décor spécifiques.
Il réalise pour l'ordre des Augustins des œuvres dans plusieurs villes : Paris (1647), Poitiers (vers 1660), La Rochelle (1665), Montmorillon (1667).
En 1650, il réalise la décoration du grand autel du prieuré de Breuil-Bellay. L'autel fut mutilé pendant la Révolution française, et il ne reste que la statue de saint Étienne.
Il est l'auteur du retable des Calvairiennes de Mayenne Cette œuvre, exécutée en 1668, a été déposée dans l'église de Parné-sur-Roc.
Il est l'auteur de plusieurs sculptures en Anjou. On lui attribue aussi une Vierge, dite Vierge de Noza ou encore un Saint Michel terrassant le démon. 
Son influence artistique se retrouve chez Noël Mérillon et Nicolas Bouteiller, qui étaient sans doute en apprentissage chez lui.

## Collections publiques
- Paris, couvent des Petits-Augustins : série d'une quinzaine de sculptures en terre cuite, 1647 (œuvres non localisées)
- Le Mans, musée de Tessé : Saint Étienne,  vers 1650, terre cuite,  Classé MH (1964)
- Abbaye Notre-Dame de Fontevraud Maison-mère de l’  Ordre de Fontevraud : vers 1655
- Chapelle Notre-Dame-des-Ardilliers : il travaille sur le chantier de la chapelle vers 1654-1656. Ses travaux sont achevés après sa mort par le sculpteur tourangeau Antoine Charpentier en 1671[8].

- Angers

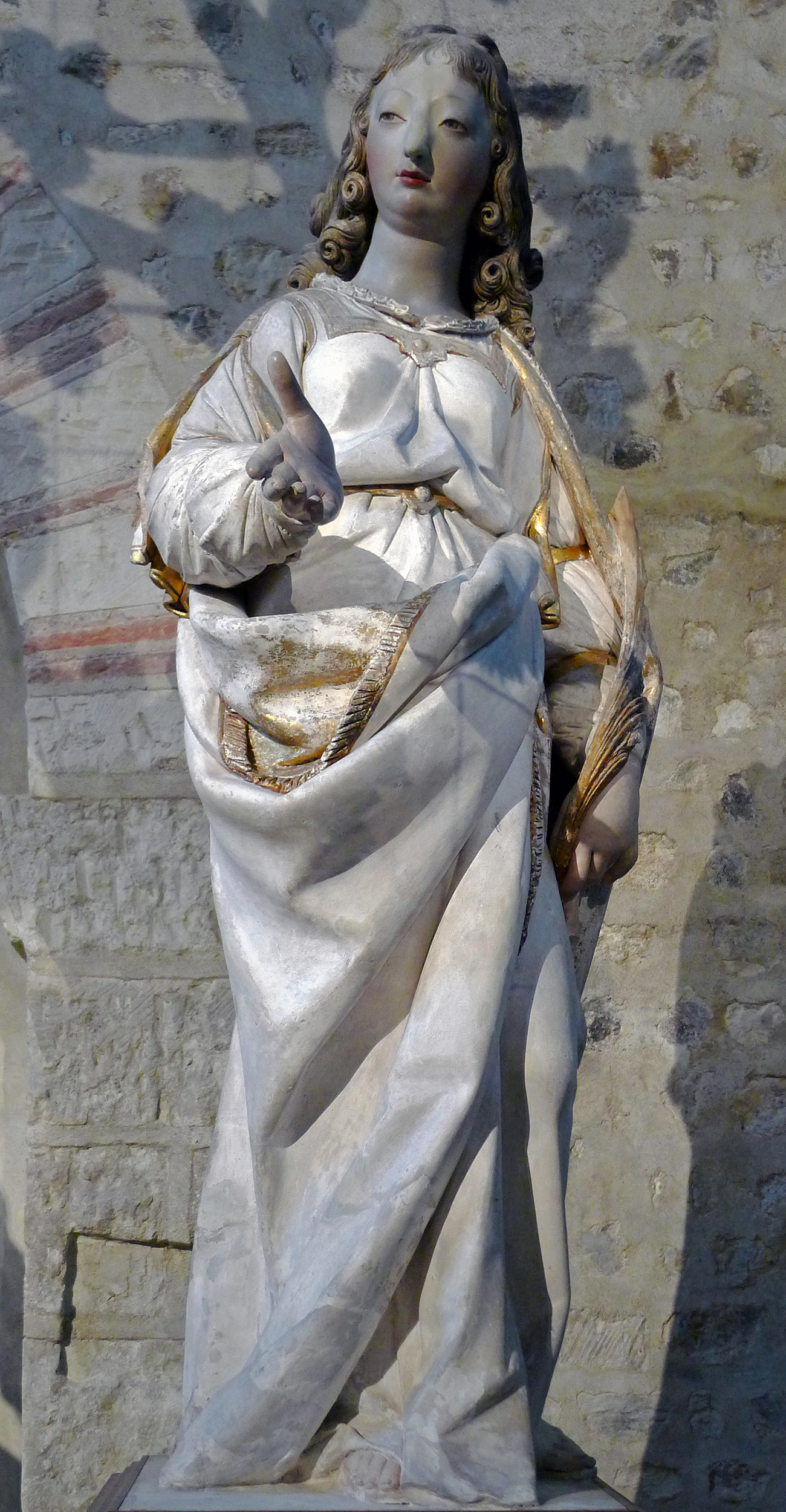
Sainte Julie (terre cuite polychrome du XVIIe siècle, attribuée à Pierre Biardeau, église St-Martin, Angers).

  - chapelle de La Barre : Saint Jean, 1659[9]-1664[10]
  - église Saint-Martin, Vierge à l'enfant dite de Nozé, Sainte Julie (attribuée à) et saint Paul (attribué à)
- Laval, église Saint-Vénérand (attributions) :
  - Vierge à l'Enfant, dite Notre-Dame de Bonne Encontre, début des années 1630
  - Saint Sébastien, début des années 1630
  - Saint Vénérand, début des années 1630
- Poitiers : 
  - Sainte Radegonde, terre cuite, 1645, collégiale Notre-Dame-la-Grande de Poitiers, attribuée à Biardeau par Grégory Vouhé, avec l'assentiment de Geneviève Bresc et de Françoise de La Moureyre[11]
  - Vierge à l'Enfant, terre cuite, années 1660, cathédrale Saint-Pierre de Poitiers[12]
- La Rochelle : 1665
- Montmorillon : 1667
- Parné-sur-Roc (Mayenne): groupe en ronde-bosse, provenant du couvent des Calvairiennes de la ville de Mayenne. 1668, restauré au XIXe siècle
- Mayenne, Calvairiennes, 1668, démonté à la révolution il est remonté en place en 1987 avec une copie en plâtre du groupe sculpté central[13]